# Friedrich Wilhelmi

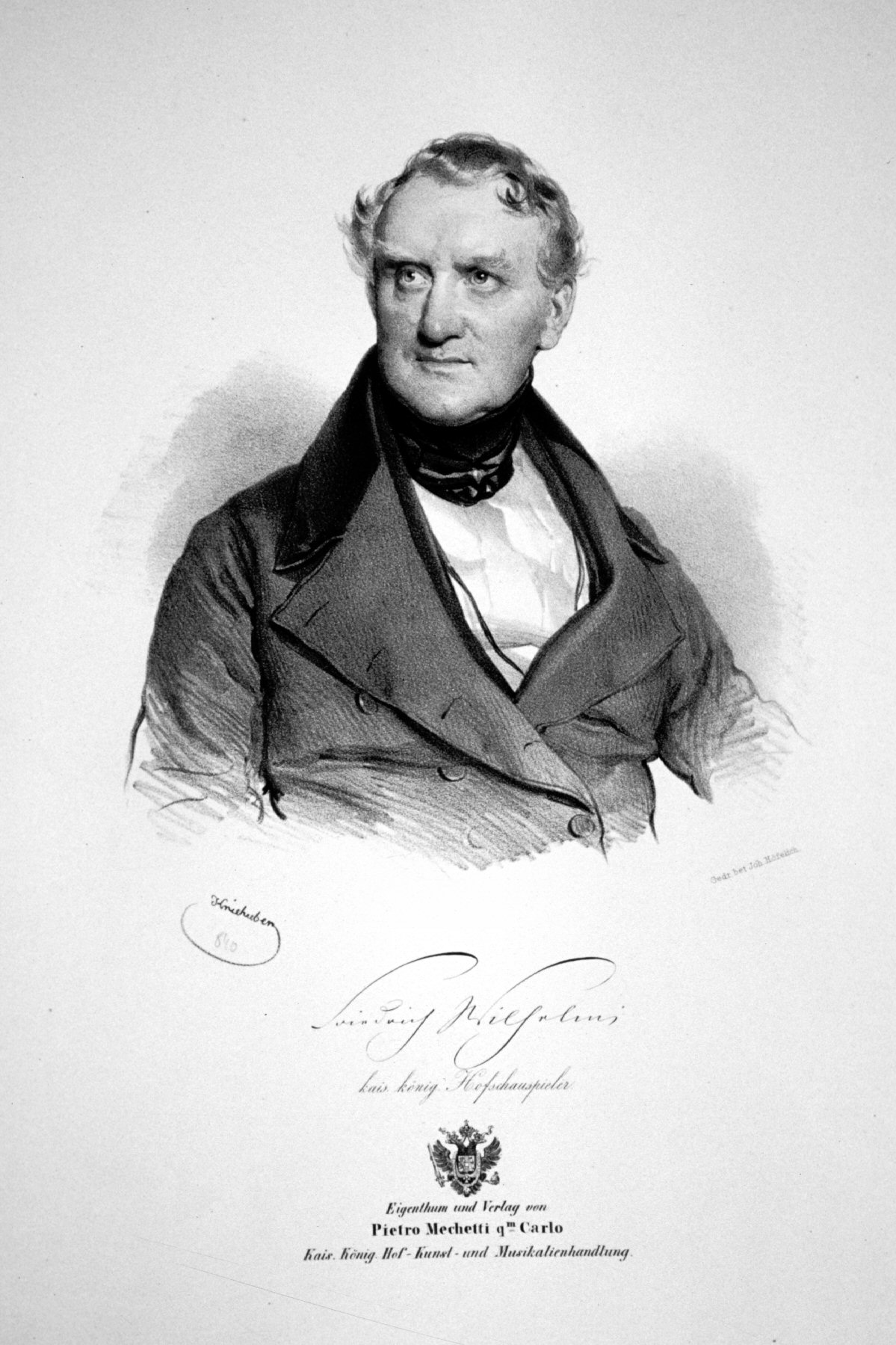
Friedrich Wilhelmi, Lithographie von Josef Kriehuber, 1840

Friedrich Wilhelm Wilhelmi, eigentlich Friedrich Wilhelm von Pannwitz (* 21. April 1788 in Schlichow, Niederlausitz; † 2. Mai 1852 in Wien) war ein deutsch-österreichischer Schauspieler.

## Leben
Friedrich Wilhelmi entstammt der preußischen Adelsfamilie Pannwitz. Mit 19 Jahren trat er in preußischen Militärdienst, machte die Niederlage gegen Napoleon in der Schlacht bei Jena mit. 
Nach dem Frieden von Tilsit musste er den Abschied nehmen und geriet in eine Notlage. In Dresden erhielt er ein Empfehlungsschreiben an den Theaterdirektor Johann Karl Liebich in Prag, der ihn 1813 engagierte, wo er als „Gottlieb Coke“ in Parteiwut debütierte.
Der Erfolg seiner ersten Auftritte war so durchschlagend, dass er bereits 1822 an das Hofburgtheater in Wien berufen wurde, dem er bis zu seinem Tod im Jahre 1852 als eines der geachtetsten Mitglieder treu blieb. Joseph Schreyvogel erkannte früh seine Begabung für das komische Fach. 
Später spielte er viele große Rollen des klassischen Repertoires. Seine Persönlichkeit und seine künstlerischen Leistungen wurden von Heinrich Laube hoch geschätzt, der auch die erste Leichenrede für ein Burgtheatermitglied an seinem Grabe hielt.
Die Wertschätzung, die ihm in Wien seiner Zeit entgegengebracht wurde spiegelte die Grabinschrift am Matzleinsdorfer Friedhof wider:
Ein braver Mann, der nie einen Feind hatte,

ein glücklicher Künstler, der des Burgtheaters Stolz und Freude war,

hat er den Namen Wilhelmi unvergeßlich gemacht

für Wien und die deutsche Schauspielkunst